# Kvicksunds tegelbruk
Kvicksunds tegelbruk var ett tegelbruk i Tumbo socken, Eskilstuna kommun. Anlades före år 1815 som ett godsbruk. Flyttades år 1862 till stranden av Mälaren. År 1928 producerades omkring 2,3 miljoner tegel. Bruket stängde ner 1957/58.